# Денні О'Донохью
Деніел Джон Марк Люк О‘Донохью (народився 3 жовтня 1980 року) — ірландський співак, автор пісень, найбільшої популярності набув як фронтмен гурту The Script, тренер у шоу «The Voice UK»

## Біографія
Народився у Дубліні. Є наймолодшим з шести дітей у сім‘ї. Будучи дитиною, він спочатку був проти ідеї бути музикантом, однак згодом він покинув школу, щоб продовжити музичну кар'єру.

## Початок Кар‘єри
Спочатку О'Донохью був учасником гурту кінця 1990-х під назвою Mytown разом із другом (а тепер також учасником гурту The Script) Марком Шиханом після того, як він підписав контракт з Universal Records у 1999 році. Після помірного успіху О'Донохью переїхав до Лос-Анджелеса разом із Шиханом для того, щоб писати пісні та продюсувати таких виконавців, як Брітні Спірс, Boyz II Men і TLC.
Після одного року написання пісень, О'Донохью та Шихан повернулися до Дубліна та, найнявши барабанщика Глена Пауера, почали працювати над власним матеріалом. У 2001 році вони створили гурт The Script.

## The Script
Гурт випустив свій однойменний дебютний альбом 8 серпня 2008 року. О'Донохью став співавтором усіх пісень на альбомі. Альбом став комерційно успішним, особливо в їх рідній країні, Ірландії, досягнувши першого місця в Irish Album Chart. Відтоді гурт випустив ще шість альбомів: «Science and Faith» у вересні 2010 року, #3 у вересні 2012 року, «No Sound Without Silence» у вересні 2014 року, «Freedom Child» у вересні 2017 року та «Sunsets & Full Moons» у листопаді 2019 року. The Script гастролювали з початку березня 2013 року під час свого туру № 3 у Великій Британії. Вони виступали на найбільших аренах і містах Великої Британії, таких як Бірмінгем, Лондон і Манчестер.

## The Voice UK
У 2012 році О'Донохью взяв участь у шоу «The Voice UK» разом з Джессі Джей, will.i.am і Томом Джонсом як тренер. Рішення підтримали колеги по групі Глен Пауер і Марк Шихан, які сказали: «Денні взяв участь у The Voice, щоб прославити The Script. Ми знаємо про продюсування, написання пісень і виконання — ми робимо це з 14 чи 15 років. Денні в шоу про спів це добре для нас. Люди бачили, наскільки він захоплений музикою, як багато вона для нього значить, і це зробило наш гурт більш відомим». Призначення О'Донохью тренером спочатку викликало критику. Користувачі Твіттера назвали його «Денні, я не знаю, хто» (англ. Danny I Dunno Who), а комік Джеймс Корден пожартував з цього приводу на BRIT Awards 2012.
О'Донохью відповів: «Який Джеймс? Неважливо. Люди самі вирішують. Я знаю, що я в цьому шоу за те, що я зробив у своїй кар'єрі. Я провів 15 років у музиці». З тих пір, однак, шоу допомогло зробити внесок у популярність О'Донохью, і співак заявив, що був «великий вилив любові до The Script», але додав, що це «могло бути по-іншому». У першій серії він тренував Бо Брюс, яка згодом посіла друге місце. Відтоді вона мала помірний успіх. У 2013 році його знову попросили стати суддею The Voice після того, як він привів «Команду Денні» до великого успіху. З другого разу несподівано переміг Андреа Беглі з його команди.
О'Донохью став співавтором треку «Alive» для альбому Бо Брюс «Before I Sleep». 16 липня 2013 року О'Донохью оголосив, що залишає шоу, щоб зосередитися на The Script.

## Особисте життя
Батько О'Донохью, Шей, помер від аневризми шлунка 14 лютого 2008 року у віці 63 років. Татуювання троянди на лівій руці О'Донохью і пісня «If You Could See Me Now» з альбому #3 присвячені пам'яті його батька Його мати Айліш померла 8 лютого 2019 року.
О'Донохью вболіває за клуб англійської Прем'єр-ліги «Манчестер Юнайтед».
В Денні є брат, який живе в Мельбурні.